# 元朗商會第二學校
元朗商會第二學校（英語：Yuen Long Chamber of Commerce Primary School No.2），英文舊稱Yuen Long Merchants Association Primary School，是昔日一所位於新界元朗區的一所小學，位於新界元朗元朗邨第五座。該學校由元朗商會集資籌辦成立。由於元朗邨被列入整體重建計劃而需於2001年拆卸，故此校在2000年7月學期完結後停辦，現址為私人住宅世宙。

## 學校行政

### 歷任校監
- 鄧同光先生[5]（1967年-約1990年代中，創校校監）
- 林偉培先生[6]（約1990年代中-2000年，末任校監）

### 歷任校長
全日制
- 鄧兆槐先生（1967年-1968年，創校校長，後出任上午校首任校長）

上午校
- 鄧兆槐先生（1968年-？，上午校首任校長）[7]
- 姜渭榮先生（後轉往元朗公立中學校友會小學出任校長）
- 蘇穎聰先生[8]（約1970年代中末-1995年）
- 羅新明先生（1995年-2000年，末任上午校校長，兼任下午校校長；結校後轉往香港潮陽小學任職體育教師至退休，下同）

下午校
- 溫耀立先生（1968年-？，下午校首任校長）[7]
- 黃耀泉先生[9]
- 羅新明先生（？-2000年，末任下午校校長，於1995年起兼任上午校校長）

### 歷任副校長
- 黃子錚先生（上午校）
- 陳學驥先生（？-2000年，上、下午校，末任副校長）[10]

## 歷史
1966年落成的元朗邨內有兩間新小學校舍準備開校，其中一間為元朗商會第二學校。因同系元朗商會小學學額僧多粥少，該會決定申辦此校，隨後在1967年4月接收校舍，同年9月開始辦學。此校首年採用全日制，共開設17班。至翌年9月，由於學生不斷增加，課室不敷應用，學校便分為上、下午班。上午班仍由鄧兆槐先生擔任校長，下午班則由商會小學（商一）的溫耀立先生過來擔任校長，同時也聘請了很多新老師。
至1971年，此校成立童軍，並於1978年成立鼓樂隊。
因應政府於2001年重建元朗邨，元朗商會遂申請位於天水圍新市鎮的新建校舍遷置，但不果。因此，此校於1999年停收小一，並於翌年結束，但仍較原來計劃遲兩年停辦。

## 校舍
此校為一座附建於第四型徙置大廈的「火柴盒」小學，不計地下共有5層，並與元朗邨第3及5座走廊相連，設有24間課室，為全港僅有同時連接兩座徙廈的同類校舍。
隨著元朗邨重建，校舍亦於2001年連同周邊樓宇被一併拆卸；而在拆卸前，由於校舍結構問題，最頂兩層分別於1995-96年間被提前封閉。

## 知名/傑出校友
- 林大輝（1973年小六）：前香港立法會議員、林大輝中學創辦人[註 2]
- 黃敬佩（1985年下午校）：香港填詞人及作曲家[15][16]
- 盧希萊（1974年小三）：香港女藝人
- 曾美華（1993年下午校）：前有線新聞主播
- 胡淑屏（1990年下午校）：國際獨立組織「百萬圓桌」（MDRT）港澳區主席、友邦精英學院首席卓越人才培訓導師
- 何應翰：明愛粉嶺陳震夏中學校長、曾任明愛胡振中中學校長